# Tunilla soehrensii
Tunilla soehrensii là một loài thực vật có hoa trong họ Cactaceae. Loài này được (Britton & Rose) D.R. Hunt & Iliff mô tả khoa học đầu tiên năm 2000.

## Hình ảnh

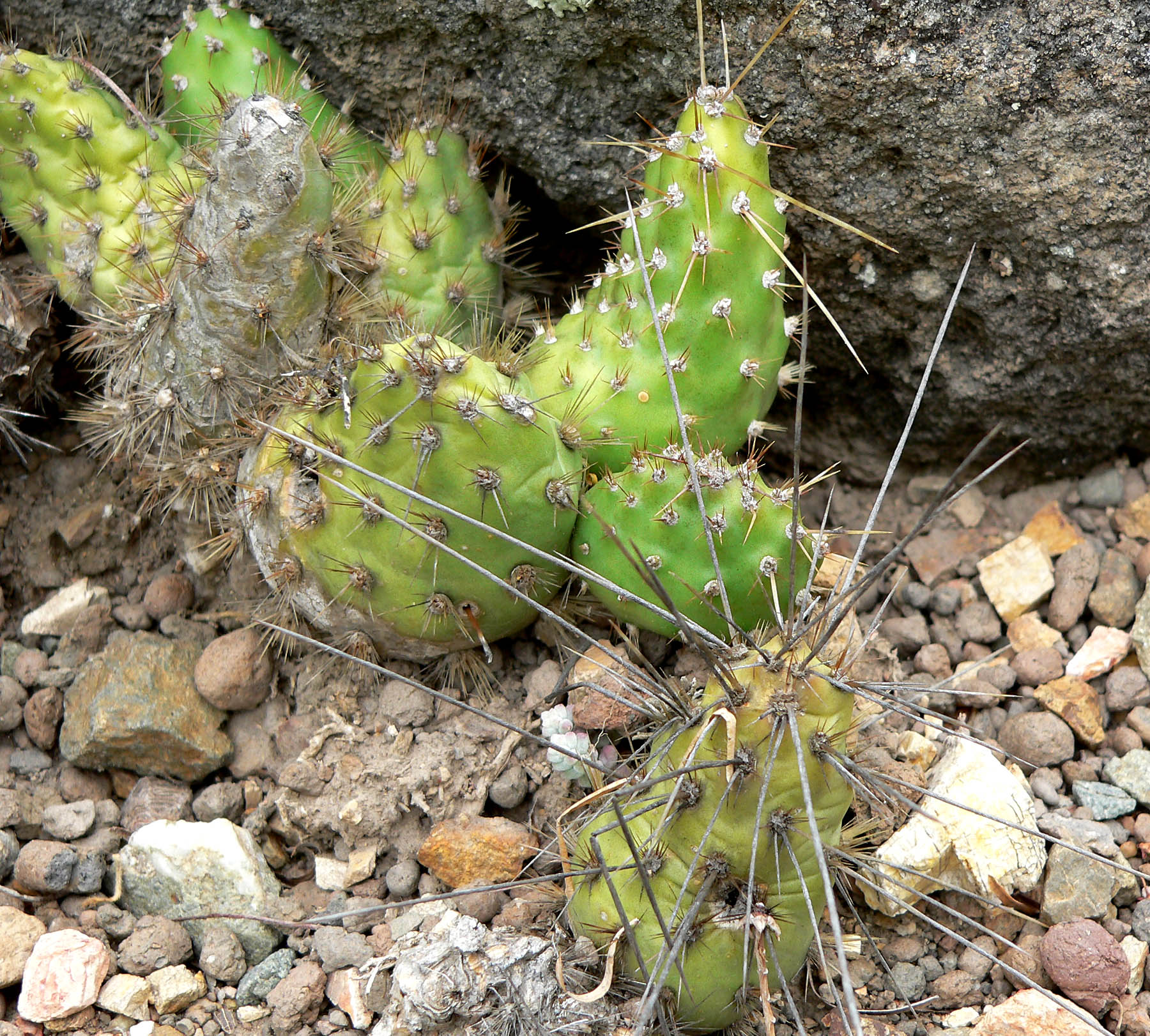
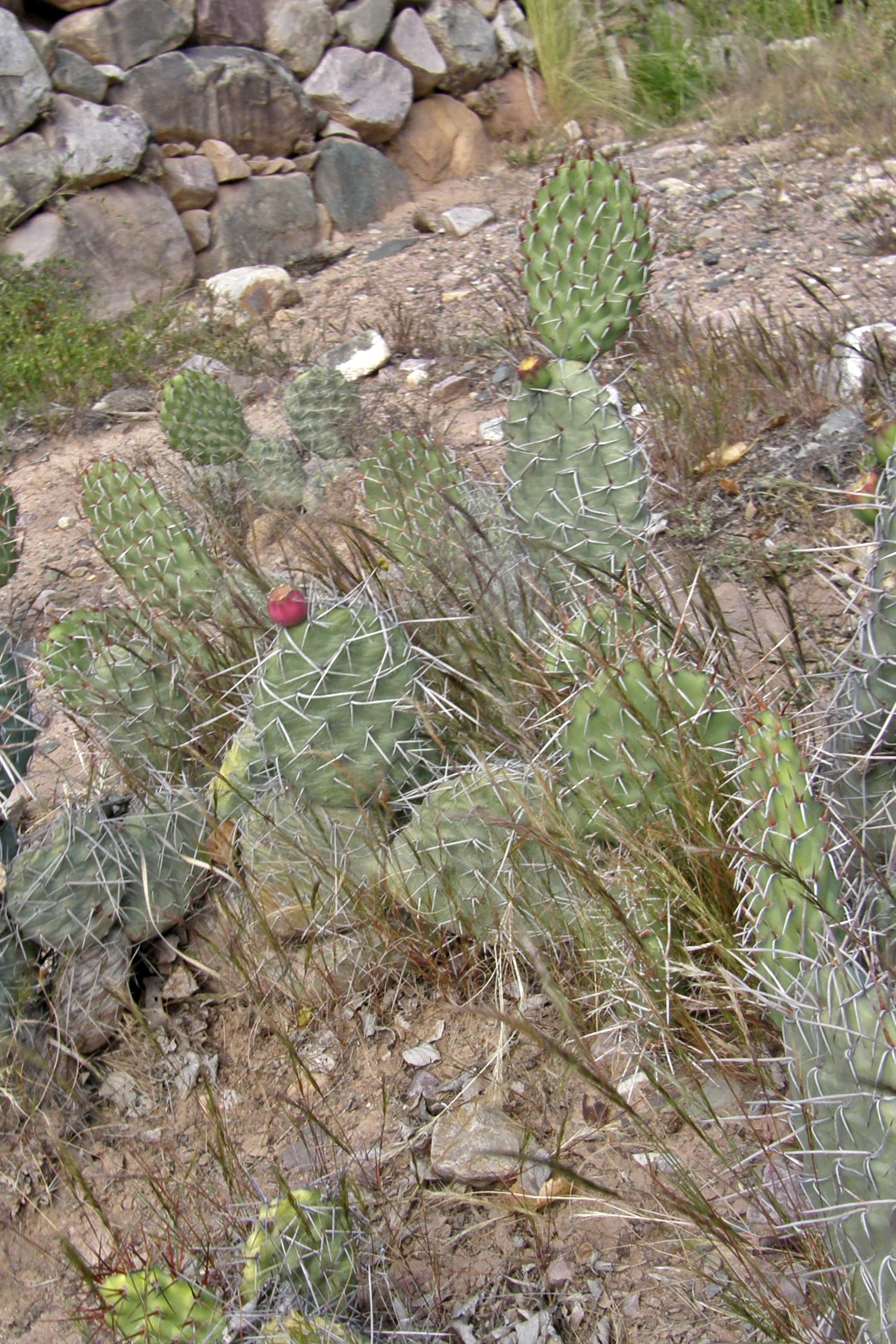
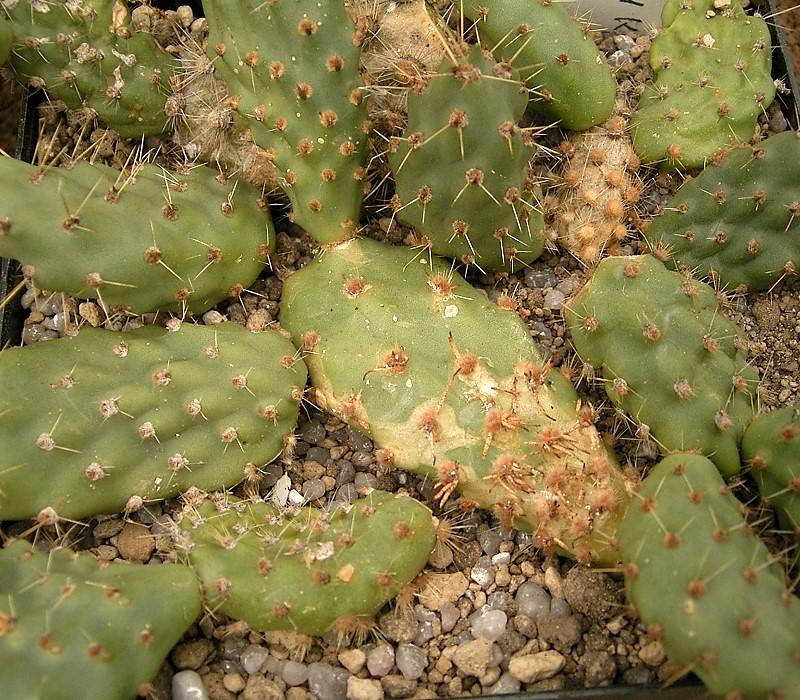